# Holger Fraedrich
Holger Fraedrich (* 9. September 1968 in Cottbus) ist ein ehemaliger deutscher Fußballspieler im Mittelfeld.

## Karriere
Fraedrich begann seine Karriere bei der zweiten Mannschaft der BSG Energie Cottbus. 1987 erhielt er einen Vertrag für die erste Mannschaft, für die er acht Spiele in der zweitklassigen DDR-Liga absolvierte und dabei ein Tor schoss. Nach einem Jahr wechselte er Anfang 1989 zur BSG Aktivist Brieske-Senftenberg. Danach verpflichtete ihn die BSG Aktivist Schwarze Pumpe Hoyerswerda, wo er zu 36 Einsätzen und 13 Toren kam. 1991 wechselte er wieder zu Energie Cottbus und blieb dort sieben Jahre. Während dieser Zeit wurde er mit dem FC Energie in der Saison 1996/97 Meister der Regionalliga Nordost und stieg in die zweite Bundesliga auf. Dort kam er zu sieben Einsätzen. Mit Cottbus erreichte er außerdem beim DFB-Pokal 1996/97 das Viertelfinale, wo man gegen den FC St. Pauli mit 5:4 im Elfmeterschießen gewann. In den folgenden Spielen bis zum Pokalfinale wurde Fraedrich nicht mehr eingesetzt. Anschließend spielte er von 1999 bis 2002 noch 35 Spiele für den Eisenhüttenstädter FC Stahl in der Regionalliga Nordost, der damals dritthöchsten Spielklasse. Sein letzter Aufenthalt war die SG Blau-Gelb Laubsdorf.